# Route A6136 (Grande-Bretagne)

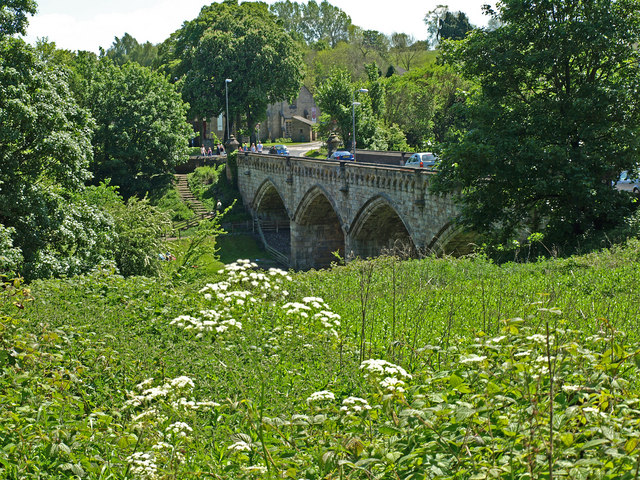
A6136 quittant Richmond et traversant la rivière Swale

La A6136 est une route à de type A à 4 chiffres située dans le North Yorkshire, en Angleterre. Elle débute dans la ville commerçante de Richmond sous le nom de "Station Road" (il s’agit de l’ancienne gare qui était présente sur cette route).  Ensuite, elle traverse la banlieue de Richmond. En traversant des bois clairsemés, elle pénètre rapidement dans la banlieue d’une autre ville, la garnison de Catterick ; c'est la route principale qui traverse la ville. La route traverse le centre-ville de la garnison et ses banlieues, Colburn et Walkerville. Juste après avoir quitté Walkerville, elle traverse la route A1 en se séparant dans deux directions : la direction sud en direction du village de Catterick et la direction nord en direction de Brompton-on-Swale,. 

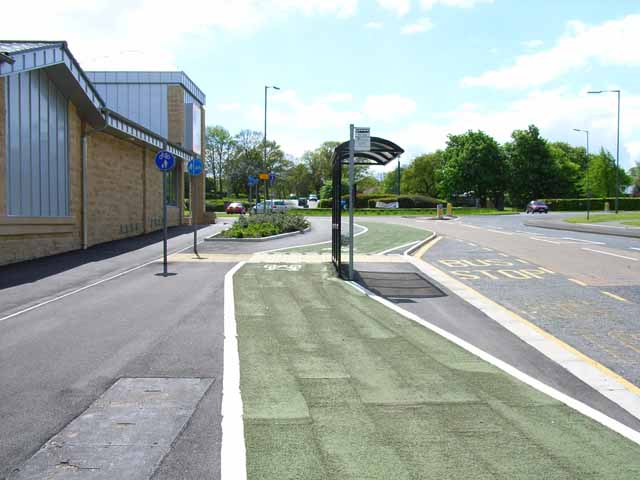
Arrêt de bus A3136 dans le centre-ville de Catterick Garrison

Avec la réfection de l'A1 (M) de Leeming à Barton, la A6136 croise maintenant la route d'accès local A6055 à l'ouest de l'autoroute et traverse un nouveau pont qui remplace l'ancien pont du Fort. Les routes A6055 et A6136 forment ensemble la route A6055 qui traverse le pont Catterick et utilise l’ancien croisement nord de l’A1 pour former une nouveau LAR (Local Access Road ou route d'accès locale) du côté ouest de l'autoroute. La partie nord de cette route reliera la route A6108 juste au sud de Scotch Corner. L'ancienne bifurcation sud du pont Catterick à la caserne de la Marne est désormais une route non classifiée. L'ancien pont de chemin de fer du Fort a été retiré intact et doit être utilisé par le chemin de fer de Wensleydale pour combler une brèche juste à l'ouest de la gare de Redmire. 

## Villes et villages sur la route
- Richmond
- Catterick Garrison
- Colburn
- Walkerville
- Catterick Village
- Brompton-on-Swale